# Alarmprisen 2005
Alarmprisen 2005 var en norsk musikpris og blev uddelt på Rockefeller i Oslo lørdag 5. februar 2005. Uddelingen var dermed tilbage i hovedstaden efter to år med samarbejde og samlokalisering med by:Larm. Annie og WE fik to priser hver mens Jim Stärk blev tildelt årets Alarmpris.
Der blev i alt uddelt seks genrebestemte priser og fem tillægspriser. Konferencierne under ucdelingen var Marte Stokstad og Kyrre Holm Johannesen og uddelingen blev udsendt direkte på NRKs netsider, NRK P3 og diverse studentradioer. NRK1 sendte desuden en redigeret udgave af uddelingen på Lydverket den efterfølgende uge.

## Vindere
| Klasse                           | Kunstner                           | Titel                       |
| -------------------------------- | ---------------------------------- | --------------------------- |
| Rock                             | WE                                 | Smugglers                   |
| Pop                              | Annie                              | Anniemal                    |
| Hip hop                          | Jaa9 & OnklP                       | Sjåre Brymæ                 |
| Metall                           | Enslaved                           | Isa                         |
| Elektronika                      | Ralph Myerz & The Jack Herren Band | Your New Best Friends       |
| Jazz                             | Lars Horntveth                     | Pooka                       |
| Petreprisen (beste låt)          | Euroboys                           | «One Way Street»            |
| Beste liveband                   | WE                                 |                             |
| Årets video                      | Kings of Convenience               | «I'd Rather Dance With You» |
| Lydverketprisen (årets nykommer) | Annie                              |                             |
| Årets Alarmpris                  | Jim Stärk                          |                             |